# Ernesto Frieri
Ernesto Frieri Gutiérrez (Arjona, Bolívar, 19 de julio de 1985) es un exbeisbolista colombiano de ascendencia italiana que se desempeñaba como relevista en las Grandes Ligas de Béisbol. En 2009 hizo su debut en las Grandes Ligas con los San Diego Padres.
En 2012 se convirtió en propietario del equipo Tigres de Cartagena que compite en la Liga Profesional de Béisbol Colombiano.

## Carrera en la MLB

### Padres de San Diego

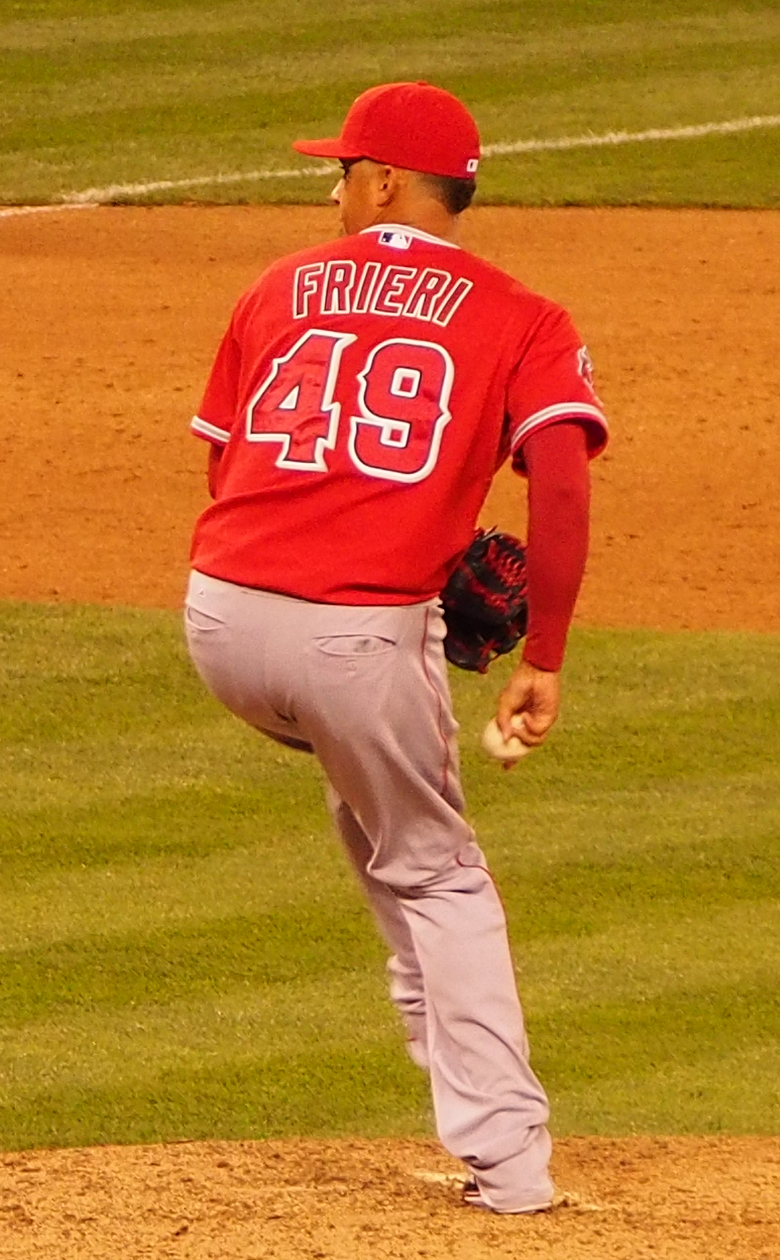
Frieri con Los Angeles Angels de Anaheim.

El 18 de enero de 2003 firmó con San Diego Padres como agente libre aficionado jugando entre el 2005 y 2009 en las Ligas menores pasando finalmente a las mayores en 2009 disputando solo dos (2) juegos como cerrador con una efectividad de 0.00 (ERA).
El 2010 lo inició en las menores nuevamente jugando en LA Pacific Coast League (Triple-A) disputando 34 juegos, 30 de ellos como cerrador cono un registro de 3 victorias, 1 derrota, 17 juegos salvados y una efectividad de 1.43 (ERA), subiendo nuevamente al equipo de mayores con 33 juegos, 12 de ellos como cerrador, ganando 1, perdiendo 1 y teniendo una efectividad de 1.71 (ERA). En 2011 disputó dos juegos en las menores con Tucson Padres y 30 juegos en las mayores con San Diego Padres.

### Los Angeles Angels de Anaheim
El 3 de mayo de 2012 después de disputar 11 juegos con Padres fue canjeado a Los Angeles Angels of Anaheim por el segunda base Alexi Amarista y el pitcher de Liga Menor, Donn Roach; jugando un total de 123 juegos en 97 de ellos como cerrador con un total de 6 victorias, 6 derrotas y 60 juegos salvados entre 2012 y 2013. Fieri inició el 2014 jugando en las ligas menores con Indianapolis Indians en Triple A, después de 7 juegos disputó 34 encuentros en ligas mayores con Los Angeles acumulando 3 derrotas y 11 juegos salvados.

### Piratas de Pittsburgh
Tuvo un fugaz paso por los Piratas de Pittsburgh el 27 de junio de 2014 a media temporada con 14 juegos, ganando 1 y perdiendo 1.

### Mantarrayas de Tampa Bay
El 26 de noviembre de 2015 firmó contrato por un año con las Rayas de Tampa Bay como agente libre. Disputando 21 juegos en ligas menores con una efectividad de 3.10 (ERA), pasó a jugar en las ligas mayores un total de 22 juegos, ganando 1 y salvando 2.

### Yankees de Nueva York (ligas menores)
Luego de su participación en el Clásico Mundial de Béisbol 2017, firmó como agente libre para los Yankees el 16 de marzo siendo asignado en las ligas menores al Scranton/Wilkes-Barre RailRiders en la International League (Triple-A).

### Rangers de Texas
El 6 de junio de 2017 firmó como agente libre con el Texas Rangers jugando para el equipo de las Ligas Mayores, con un total de 6 juegos con un saldo de 1 derrota y 5 ponches para un ERA de 5.14

### Marineros de Seattle (ligas menores)
Fue comprado con Seattle Mariners el 8 de agosto de 2017 participando en la Pacific Coast League con el filial Triple-A, Tocama Rainiers quedando como agente libre el 2 de octubre del mismo año.

### Cerveceros de Milwaukee
El 19 de enero de 2018 firmó como agente libre con Milwaukee Brewers disputando los entrenamientos primaverales.

## Récord
Ernesto Frieri posee el récord de más juegos salvados en las Grandes Ligas para un lanzador colombiano con 73 en toda su historia y por temporada regular con 37 en el 2013 con Los Angeles Angels de Anaheim.

## Números usados en las Grandes Ligas
En ocho años usó cinco números diferentes en los cinco equipos que jugó.
- 46 San Diego Padres (2009)
- 39 San Diego Padres (2010-2012)
- 49 Los Angeles Angels of Anaheim (2012-2014)
- 29 Pittsburgh Pirates (2014)
- 43 Tampa Bay Rays (2015)
- 49 Texas Rangers (2017)

## Estadísticas de pitcheo en Grandes Ligas
En siete años jugó para cuatro equipos de ambas ligas.
| Año   | Equipo                        | Liga | Juegos | W  | L  | % W-L | ERA   | SV | K   |
| ----- | ----------------------------- | ---- | ------ | -- | -- | ----- | ----- | -- | --- |
| 2009  | San Diego Padres              | NL   | 2      | 0  | 0  |       | 0.00  | 0  | 2   |
| 2010  | San Diego Padres              | NL   | 33     | 1  | 1  | .500  | 1.71  | 0  | 41  |
| 2011  | San Diego Padres              | NL   | 59     | 1  | 2  | .333  | 2.71  | 0  | 76  |
| 2012  | San Diego Padres              | NL   | 11     | 1  | 0  | 1.000 | 2.31  | 0  | 18  |
| 2012  | Los Angeles Angels of Anaheim | AL   | 56     | 4  | 2  | .667  | 2.32  | 23 | 80  |
| 2013  | Los Angeles Angels of Anaheim | AL   | 67     | 2  | 4  | .333  | 3.80  | 37 | 98  |
| 2014  | Los Angeles Angels of Anaheim | AL   | 34     | 0  | 3  | .000  | 6.39  | 11 | 38  |
| 2014  | Pittsburgh Pirates            | NL   | 14     | 1  | 1  | .500  | 10.13 | 0  | 10  |
| 2015  | Tampa Bay Rays                | AL   | 22     | 1  | 0  | 1.000 | 4.63  | 2  | 19  |
| 2017  | Texas Rangers                 | AL   | 6      | 0  | 1  | 0.000 | 5.14  | 0  | 5   |
| TOTAL |                               |      | 304    | 11 | 14 | .440  | 3.59  | 73 | 387 |

## Estadísticas en Clásico Mundial
Estas son las estadísticas de pitcheo en el Clásico Mundial.
| Año   | Equipo   | Fase    | Entradas | W | L | W-L | ERA  | SV | K |
| ----- | -------- | ------- | -------- | - | - | --- | ---- | -- | - |
| 2017  | Colombia | Clásico | 2.0      | 0 | 0 |     | 0.00 | 0  | 1 |
| TOTAL |          |         | 2.0      | 0 | 0 |     | 0.00 | 0  | 1 |

## Ligas Invernales
Equipos en los que actuó por las diferentes Ligas Invernales.
| Equipo                    | Liga                                                   | País                               | Temporada |
| ------------------------- | ------------------------------------------------------ | ---------------------------------- | --------- |
| Tigres de Cartagena       | Liga Profesional de Béisbol Colombiano                 | Bandera de Colombia                | 2007-08   |
| Navegantes del Magallanes | Liga Venezolana de Béisbol Profesional                 | Bandera de Venezuela               | 2011-12   |
| Tigres de Cartagena       | Liga Profesional de Béisbol Colombiano                 | Bandera de Colombia                | 2012-13   |
| Gigantes del Cibao        | Liga de Béisbol Profesional de la República Dominicana | Bandera de la República Dominicana | 2015-16   |
| Águilas del Zulia         | Liga Venezolana de Béisbol Profesional                 | Bandera de Venezuela               | 2016-17   |
| Charros de Jalisco        | Liga Mexicana del Pacífico                             | Bandera de México                  | 2017-18   |

## Logros
- Liga Colombiana de Béisbol Profesional:
  - Subcampeón 2007-08 con Indios de Cartagena
  - Subcampeón 2012-13 con Tigres de Cartagena
  - Más juegos salvados 2007-08 con Indios de Cartagena

- Juegos Centroamericanos y del Caribe: 
  -  Medalla de bronce: 2018.